# فرنسيس جاجو
فرنسيس جاجو (بالإسبانية: Francis Gago)‏ هي متسابقة ملكة الجمال وعارضة فنزويلية، ولدت في 1973 في ماتورين في فنزويلا.